# Berberidopsis corallina
Berberidopsis corallina är en tvåhjärtbladig växtart som beskrevs av Joseph Dalton Hooker. Berberidopsis corallina ingår i släktet Berberidopsis och familjen Berberidopsidaceae. Inga underarter finns listade.

## Bildgalleri

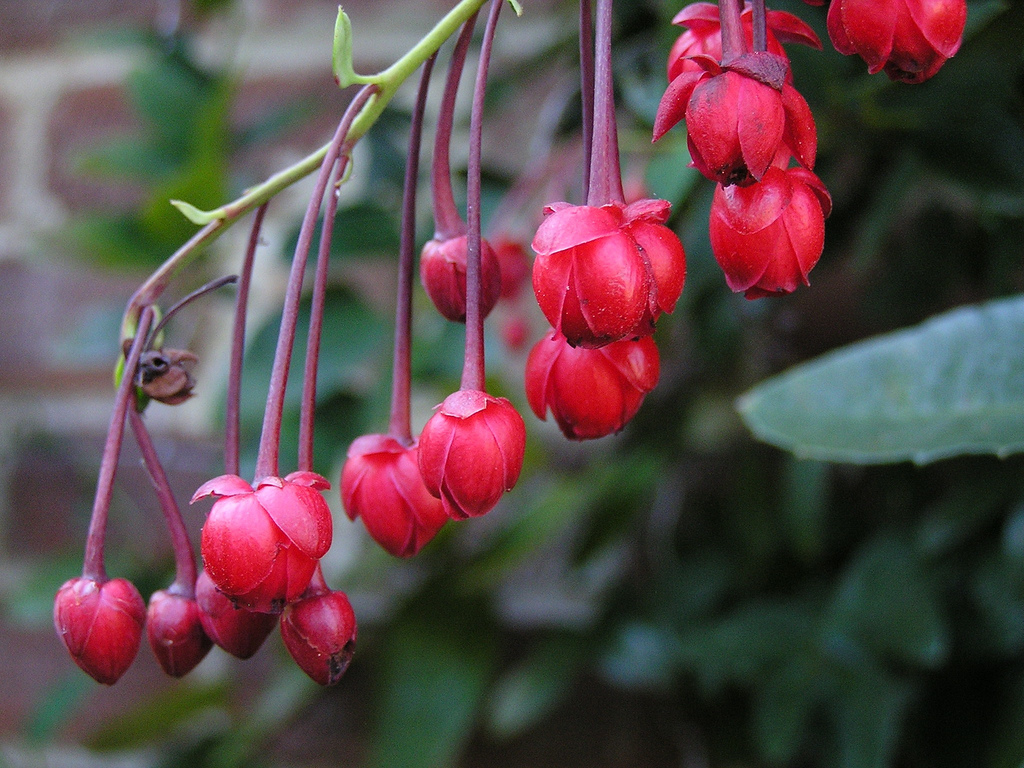
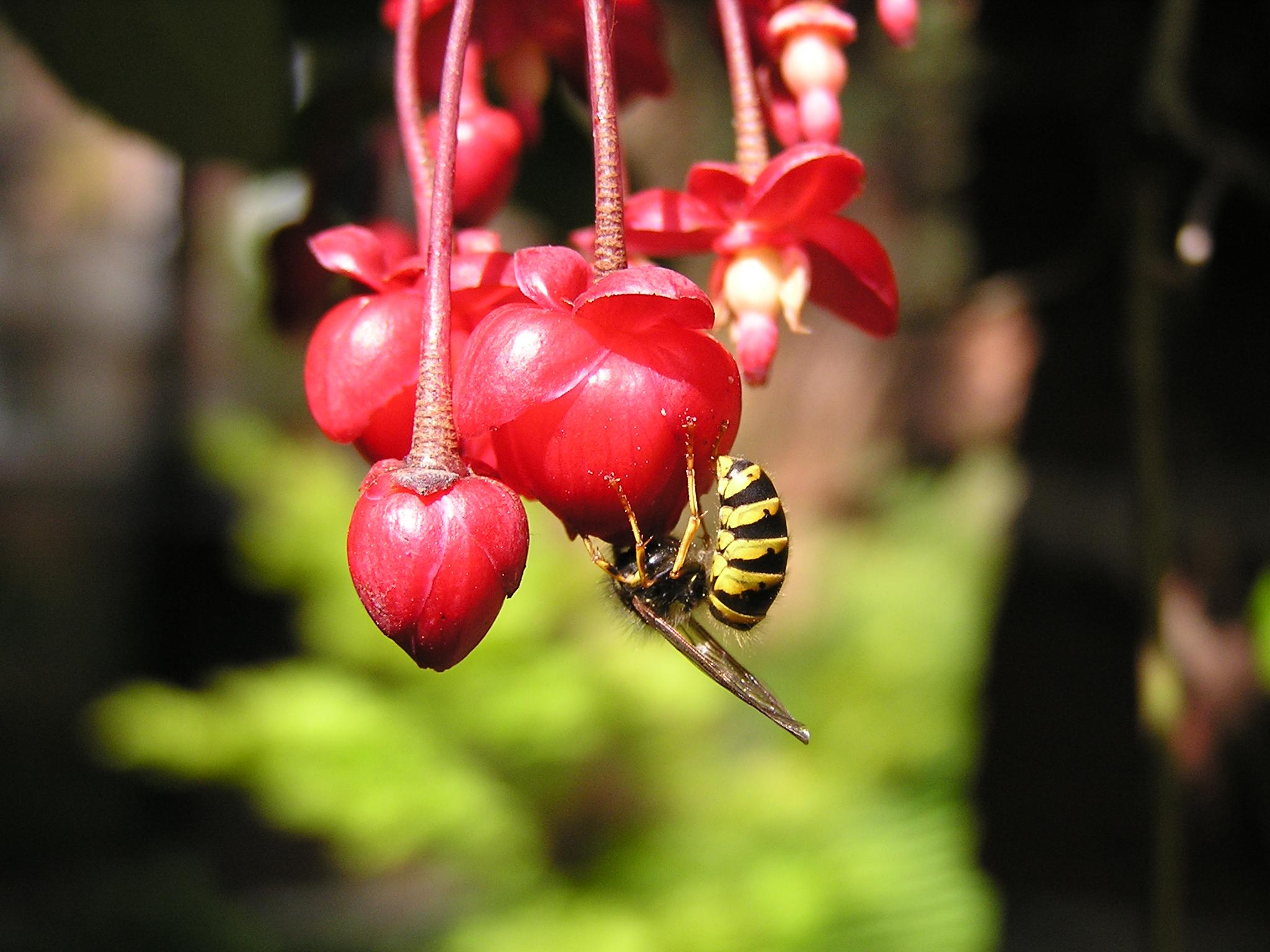